# قناة الصحراء
تبث قناة الصحراء الاشعار والقصائد التراثية.
مركزها من منطقة الرياض في المملكة العربية السعودية. وهي قناة خاصة يمتلكها مشعل بن خالد بن حثلين، وهي قناة تهتم بالموروث الشعبي للمملكة العربية السعودية ودول الخليج العربي والدول العربية عامة انطلقت في العام 2007. 